# 氟磷灰石
氟磷灰石（英語：Fluorapatite）是一種磷酸鹽礦物，化學式為Ca5(PO4)3F。氟磷灰石是一種硬性無色的六方晶體，但個別出土礦物樣本可因雜質而呈其他顏色。氟磷灰石為最常見的磷灰石礦石，且與羥磷灰石及氯磷灰石相關，常混合出現。氟磷灰石常於火成岩或富鈣的變質岩出現，也有時在沈積岩中充當岩屑或成岩成份。
工業用氟磷灰石多於磷灰石礦提取，其多數含氟磷灰石但也含小量羥磷灰石。氟磷灰石在工業中是磷酸和氫氟酸的重要來源。
氟磷灰石和羥磷灰石均於牙中琺瑯質可見，且常混成固融體。經接觸氟化物的人類牙齒含有氟磷灰石，而氟磷灰石能減慢變異鏈球菌的滋生，從而防止齲齒。因此，個別方法已被採用以引導氟化物到牙齒中，如於飲用水及牙膏中加入氟化物。

## 形成

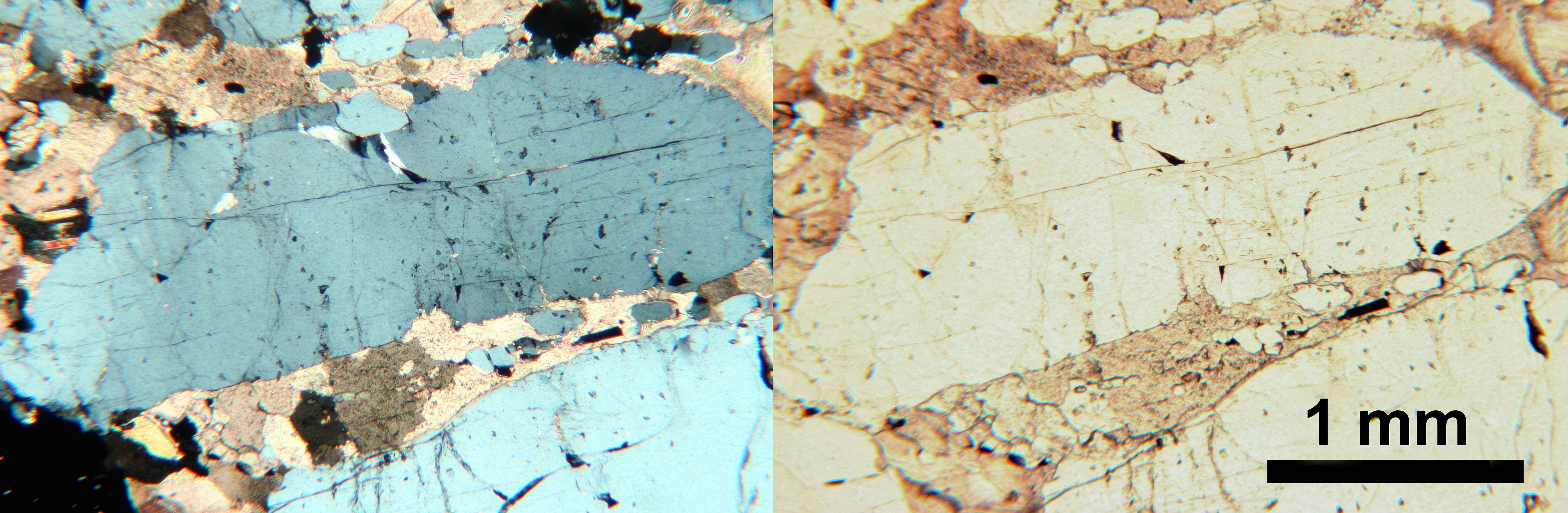
碳酸盐基质中的氟磷灰石颗粒。 Siilinjärvi 磷灰石矿石薄片的显微照片。

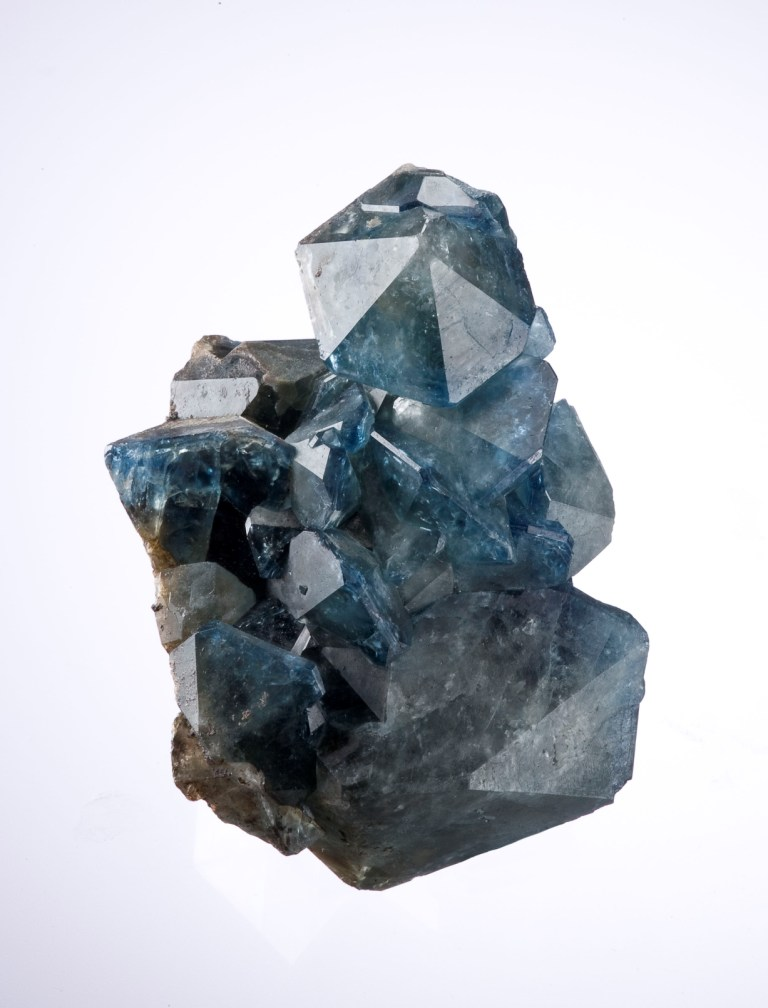
氟磷灰石。 圣杰拉尔多拜西奥 (São Geraldo do Baixio)，多西谷 (Doce Valley) ，米纳斯吉拉斯州，巴西。

氟磷灰石可以通过三步过程合成。 首先，通过在中性pH 值下将钙盐和磷酸盐结合生成磷酸钙。 然后，该材料进一步与氟化物源（通常是单氟磷酸钠或氟化钙(CaF2）)反应，生成矿物质。 该反应是全球磷循环中不可或缺的一部分。 3Ca2++2PO43-→Ca3(PO4)2
3Ca3(PO4)2 + CaF2→ 2Ca5(PO4)3F

## 应用
氟磷灰石是磷灰石中天然存在的杂质，在磷酸生产过程中，当磷灰石被硫酸消化时，会产生副产品氟化氢。 氟化氢副产品现在是氢氟酸的工业来源之一，而氢氟酸又用作合成一系列重要的工业和制药氟化合物的起始试剂。
掺杂有二价锰和五价锑的合成氟磷灰石构成了第二代荧光管荧光粉（称为卤荧光粉）的基础。 当用253.7照射时纳米汞共振辐射，它们发出宽发射荧光，出现在可接受的白色范围内。 锑(V) 充当主要活化剂并产生宽广的蓝色发射。 添加二号锰产生了第二个宽峰，出现在发射光谱的红端，但牺牲了锑峰，激发能通过非辐射过程从锑转移到锰，并使发射的光显得更少蓝色和更多粉色。 晶格中的一些氟离子被氯离子取代导致发射带总体移动到光谱的较长波长红端。 这些改变允许使用暖白光、白光和日光灯管的荧光粉（校正色温为 2900、4100 和 6500)K），待制作。 锰和锑活化剂的量在0.05摩尔％和0.5摩尔％之间变化。用于产生卤代磷光体的反应如下所示。 如果产品要发出荧光，则必须加入正确的痕量锑和锰。
6CaHPO4 + (3+x)CaCO3 + (1−x)CaF2 + (2x)NH4Cl → 2Ca5(PO4)3(F1-xClx) + (3+x)CO2 + (3+x)H2O + (2x)NH3
有时一些钙被锶取代，从而产生更窄的发射峰。 对于特殊用途或彩色管，卤磷光体与少量其他磷光体混合，特别是在具有较高显色指数的豪华管中，用于食品市场或艺术工作室照明。
在 1942 年开发出卤荧光粉之前，第一代硅锌矿晶格、二价锰活化的原硅酸锌和原硅酸锌铍荧光粉用于荧光灯管。 由于铍化合物具有呼吸毒性，这些早期磷光体类型的废弃对健康有利。
大约自 1990 年以来，第三代三荧光粉（三种独立的红色、蓝色和绿色荧光粉，用稀土离子激活并按比例混合以产生可接受的白色）已在很大程度上取代了卤代荧光粉。 
氟磷灰石可用作生产磷的前体。 在石英存在下，它可以被碳还原：4Ca5(PO4)3F + 21SiO2 + 30C → 20CaSiO3 + 30CO + SiF4 + 6P2
冷却后，生成白磷（P4 ）：2P2→P4
氟磷灰石也用作宝石。 